# Thomas l'incredulo
Thomas l'incredulo è una raccolta di racconti di fantascienza del 1972 dello scrittore statunitense Thomas M. Disch. È un prodotto editoriale italiano che non ha un corrispondente nelle edizioni in lingua originale.

## Racconti
- La gabbia dello scoiattolo (The Squirrel Cage)
- Nada (idem)
- Affrettiamoci verso l'Eburnea Porta (Let Us Quickly Hasten to the Gate of Ivory)
- Thomas l'incredulo (Doubting Thomas)
- Casablanca (idem)
- Ora e per sempre (Now And Forever, ma un racconto originale ha titolo Now Is Forever)
- Piume dalle ali di un angelo (Feathers from the Wings of an Angel)

## Edizioni
- Galassia 170, La Tribuna, Piacenza 1972
- Bigalassia 38, La Tribuna, Piacenza 1977 (insieme a 102 bombe H) (altri dati: 125 pagine, traduzione di G. P. Cossato e S. Sandrelli, in copertina: Attilio Uzzo: "Oltre la vita", Galleria Angolare, Milano)